# Socialismus s lidskou tváří
Socialismus s lidskou tváří (slovensky socializmus s ľudskou tvárou) je slogan odkazující k reformnímu programu demokratického socialismu, jež byl představen Alexanderem Dubčekem (generální tajemník ÚV KSČ od 5. ledna 1968) a jeho stranickými kolegy a přijat Ústředním výborem Komunistické strany Československa v dubnu roku 1968. Prvním, kdo použil tento pojem, byl filosof Radovan Richta, který tak odkazoval k procesu postupné demokratizace, ekonomické modernizace a politické liberalizace československého reálného socialismu. Cílem těchto změn bylo vybudovat pokročilou a moderní socialistickou společnost, která by navazovala na demokratické tradice, na kterých vznikla první československá republika, ale stále pod plnou kontrolou KSČ nad mocenskými strukturami státu. Socialismus s lidskou tváří byl klíčový pro vznik Pražského jara, vrcholného období politického uvolnění v Československu v roce 1968, který byl doprovázen demokratizací společenského i politického života a ekonomickou decentralizací. Slibný vývoj byl ukončen vpádem vojsk Varšavské smlouvy 21. srpna 1968, který znamenal zastavení tohoto procesu, obměnu vedoucích kádrů na všech stupních a příchod období normalizace.

## Pozadí
Program socialismu s lidskou tváří byl pokusem o překlenutí rozčarování obyvatelstva Československé socialistické republiky z tehdejší politické a ekonomické situace. Jak název napovídá, jednalo se o tolik potřebnou snahu vdechnout nový život socialistickému režimu poté, co docházelo k úpadku důvěry obyvatelstva k němu v důsledku politiky KSČ předchozích dekád (mezi hlavní problémy patřila ekonomická stagnace daná centrálním řízením ekonomiky, represivní vynucování politické jednoty pod vedením ÚV KSČ či zásadní podřízenost Československa vůči Sovětskému svazu). Záměr nikdy nebylo zničit socialistické zřízení, či dokonce poškodit ideály socialismu a nastolit opět tržní kapitalismus.

## Projev Alexandera Dubčeka
Při příležitosti dvacátého výročí převzetí moci KSČ v Československu (tzv. Vítězný únor) hovořil Alexander Dubček ve svém projevu o nutnosti změn, které by měly následovat po vítězství socialismu (přechod k socialismu byl ideově potvrzen v roce 1960 v nové ústavě, která přinášela formuli o vedoucí úloze KSČ ve vedení státu, ale také přidáním adjektiva “socialistická” do názvu státu či změnou státního znaku atp.). Dubček zdůrazňoval potřebu prosazovat vedoucí úlohu strany mnohem efektivněji (v několika projevech ve funkci generálního tajemníka KSČ hovořil o nutnosti zapojit do budování socialismu všechny sociální (i národnostní) skupiny, kritizoval opomíjení hlasů společnosti minulým vedením KSČ atd.) než v minulosti. Za hlavní úkol KSČ označil budování pokročilé demokratické společnosti na zdravých ekonomických základech a socialismu, který koresponduje s historickými demokratickými tradicemi Československa, to vše v souladu se zkušeností ostatních komunistických stran.
Jeden z nejdůležitějších kroků v rámci reforem byla redukce a pozdější zrušení cenzury 4. března 1968. Jednalo se o první období, kdy v české moderní historii nepodléhal tisk, rozhlas či televizní vysílání, alespoň na krátký čas, žádným cenzurním zásahům. Média se z nástroje stranické propagandy stala velmi rychle nástrojem zásadní kritiky československého režimu.

## Akční program KSČ
V únoru roku 1968 byl představen programový dokument s názvem Akční program KSČ, v němž byla představena koncepce pokusu o reformu socialistického zřízení po stránce hospodářské, politické i sociální. Dokument hovořil o potřebě zvýšení svobody tisku, projevu i pohybu, odklonu od těžkého průmyslu ke spotřebnímu a možnosti přechodu od vlády jedné strany k politickému pluralismu (za zachování vedoucí úlohy KSČ). Myšlenkovým základem programu se stalo tvrzení, že socialismus neznamená pouze osvobození pracujícího lidu od nadvlády vykořisťovatelů, ale musí zajistit plnější život pro každou osobnost než kterákoliv buržoazní demokracie. Mělo dojít k omezení moci tajné policie a federalizaci Československé socialistické republiky. V otázkách zahraničně politických se Akční program KSČ vyjadřoval pro udržování dobrých vztahů jak se Sovětským svazem a dalšími socialistickými zeměmi, tak i se Západem.[9] Rozebírána byla také otázka dalšího vývoje socialistického zřízení v ČSSR, neboť již XIII. sjezd KSČ konstatoval, že diktatura proletariátu splnila své hlavní dějinné poslání a následný vývoj by měl vést k vytvoření socialistické demokracie. Odstraněním centralistického direktivního rozhodování mělo dojít ke zvýšení účasti všech sociálních skupin společnosti na řízení státu, k čemuž mělo docházet i díky posilování vědeckosti a odbornosti společenského řízení.
Autoři akčního programu KSČ se stavěli velmi opatrně k poválečnému vývoji a vyjadřovali se k poúnorovým počátkům socialistického režimu v Československu pouze v tom smyslu, že tento způsob socialistického vedení státu se již přežil a je třeba i v otázce způsobu řízení reagovat na potřeby doby. Například se jednalo o tvrzení, že poválečná situace vyžadovala “centralistické direktivně-administrativní metody” k boji proti “pozůstatkům buržoazie”. Od chvíle, kdy bylo dosaženo odstranění antagonistických tříd ve společnosti dosažením socialismu již nebylo těchto metod potřeba. Reforma byla vnímána jako nanejvýš potřebná pro ekonomiku, aby bylo možné se připojit k vědecko-technické revoluci vyspělého světa, místo toho, aby se československé hospodářství utápělo v těžkém průmyslu, založeném na dělnické pracovní síle a exploataci nerostných surovin stejně, jako tomu bylo v době stalinské éry. Po překonání vnitrostátního třídního konfliktu mohou být dělníci ohodnoceni spravedlivě podle jejich kvalifikace a úrovně technických dovedností, aniž by to odporovalo ideám marxismu-leninismu. Z textu Akčního programu KSČ tedy vyplývalo, že je nutné zajistit důležité pracovní pozice v národním hospodářství tím, že budou “obsazeny schopnými, vzdělanými socialistickými odbornými kádry,” aby bylo možné zajistit konkurenceschopnost socialismu s kapitalismem.

## Program socialismu s lidskou tváří
Ačkoliv se předpokládalo, že přicházející změny budou muset být schvalovány podle nařízení vedoucích orgánů KSČ, tlak veřejnosti vedl k celkovému urychlení implementace nových reforem. Radikální požadavky na změnu se v atmosféře liberalizace stávaly stále častějšími (v průběhu června 1968 se v tisku objevovaly první protisovětské polemiky, existovala snaha o obnovu Československé sociální demokracie (Zdeněk Bechyně poukazoval na násilné a dle stanov neplatné sloučení s KSČ v roce 1948) a vznikaly nové nestranické politické kluby. Konzervativní křídlo KSČ, které nesouhlasilo s liberalizací a trvalo na podřízenosti SSSR, naléhalo na reformní vedení komunistické strany, aby použilo represí k potlačení živelného vývoje ve společnosti. Nicméně Dubček k tomuto vývoji radil přistupovat s umírněností a uklidňoval konzervativce tím, že celý proces reforem je a nadále bude řízen orgány KSČ. Na zasedání ÚV KSČ v dubnu Dubček oficiálně ohlásil politický program “socialismu s lidskou tváří.” O měsíc později, tedy v květnu oznámil dále, že XIV. sjezd KSČ se sejde již 9. září. Na tomto sjezdu bylo plánováno přijetí Akčního programu KSČ, vypracování zákona o federalizaci a zvolení nového Ústředního výboru Komunistické strany Československa.
Dubčekovy reformy přinesly a garantovaly svobodu tisku, takže se ve veřejném prostoru začaly objevovat politické komentáře, mnohdy velmi kritické. Československé hospodářství se sice otevíralo světu, ale ztráta konkurenceschopnosti (především v oblasti exportu) byla patrná. Reformy, které měly zasáhnout i oblast ekonomiky, se měly pokusit problémy řešit kombinací mechanismů plánované a tržní ekonomiky. Komunistická strana, jakkoliv navenek vystupovala jednotně, byla vnitřně silně polarizována ve vztahu k reformám, což se týkalo i reforem v hospodářské oblasti, a docházelo tak k debatám nad otázkou nastavení celého nového hospodářského systému (resp. nad podílem mezi rolí trhu a plánováním). Alexander Dubček nadále zdůrazňoval rozhodující roli KSČ na podobě ekonomických reforem.
Dne 27. června zveřejnil Ludvík Vaculík, přední český spisovatel a novinář, dokument s názvem Dva tisíce slov, jenž přinášel další podněty přesahující rámec reforem daný Akčním programem KSČ. Zde byla vyjádřena ostrá kritika poměrů v KSČ minulých dekád, obava o vliv konzervativních sil uvnitř KSČ na zdárný průběh reforem, ale také ze zásahu zahraničních sil. Vaculík apeloval na československé občany, aby se sami přičinili v reformním procesu (požadovat po vedení podniků efektivní a vysoce odbornou práci, volit do stranických organizací a podnikových rad kompetentní a slušné lidi, žádat odchod nepoctivých, kteří moc zneužívají atp.). Dva tisíce slov byl pro svůj ostře kritický obsah dokumentem překvapujícím, který byl jak samotným Dubčekem, tak i ÚV KSČ či vládou odmítnut, ačkoliv mu byly některými členy přiznány “dobré úmysly.”

## Role médií
Uvolnění cenzury v ČSR vedlo ke krátkému období svobody projevu. Prvním viditelným projevem této nové politiky otevřenosti se staly Literární noviny (později Literární listy či pouze Listy), které jako týdeník Svazu československých spisovatelů byly jednou z důležitých platforem intelektuální diskuze v 60. letech. V tomto období byla také jejich činnost třikrát přerušena v důsledku vnitrostranického boje reformistů a konzervativců uvnitř KSČ.
V socialistickém Československu se reformami otevřela také cesta k posouzení možností rehabilitace událostí, myšlenek i historických osobností, jejichž existence byla v období od roku 1948 zamlčována, či lidí, kteří byli nezákonně odsouzeni v politicky motivovaných procesech (tato činnost se týkala především období stalinismu). Jako příklad uveďme televizní vystoupení germanisty Eduarda Goldstückera, ve kterém prezentoval zfalšované i nezfalšované fotografie bývalých komunistických pohlavárů, kteří byli oběťmi vnitrostranických čistek, vězněni či popraveni a následně cíleně vymazáni z tehdy prezentované historie. V dubnu 1968 se vytvořila v rámci Svazu československých spisovatelů skupina vedená Jaroslavem Seifertem, která požadovala prošetření perzekvovaných spisovatelů po uchopení moci KSČ v únoru 1948 a rehabilitaci těchto autorů do Svazu československých spisovatelů, ale i opětovné zařazení jejich děl na pulty knihkupectví, do polic knihoven a vůbec do světa literatury. Diskuze o současném stavu socialismu a abstraktních pojmech jako svoboda a osobní identita byly stále běžnější. Těmito tématy se zabývaly také publikace, jež nebyly již nutně pod záštitou komunistické strany (např. odborový deník Práce). Tomuto vývoji napomáhal také Svaz československých novinářů, který od března 1968 společně s cenzurními orgány umožnil redaktorům přijímat necenzurované předplatné zahraničních novin, což umožnilo zásadně zvětšit informační hodnotu domácího zpravodajství, které tak bylo obohaceno o zpravodajské informace z mezinárodních médií.
Tisk, rozhlas a televize také přispívaly do těchto diskusí pořádáním setkání, kde se mohli studenti a mladí dělníci ptát spisovatelů jako byl Eduard Goldstücker, Pavel Kohout či Jan Procházka a obětí politické zvůle (např. Josef Smrkovský, Zdeněk Hejzlar a Gustáv Husák). Televize také přenášela rozhovory mezi bývalými politickými vězni a komunistickými funkcionáři nebo přímo s vedoucími pracovníky Státní bezpečnosti či věznic, kde byli perzekvovaní uvězněni. Na těchto těchto projevech nově nabyté svobody slova bylo nejdůležitější to, že byl umožněn přenos politického dialogu z úrovně čistě intelektuální do každodenního života běžných občanů, a to prostřednictvím výše zmíněných médií.
Později, v roce 1987 (již v době končící normalizace), navštívil Československo Michail Gorbačov. Jeho mluvčí Gennadij Gerasimov byl tázán na rozdíl mezi Pražským jarem a Gorbačovovými reformami (perestroikou), načež odpověděl velmi lakonicky: “devatenáct let.”